# Będlino
Będlino (niem. Neuhof) – wieś sołecka w Polsce położona w województwie zachodniopomorskim, w powiecie drawskim, w gminie Wierzchowo. 
Wieś leży ok. 4,5 km na południowy wschód od Wierzchowa, między Wierzchowem a Sośnicą, przy byłej linii kolejowej nr 416.
W Będlinie znajdował się punkt oporu pozycji ryglowej niemieckiego Wału Pomorskiego. W czasie operacji pomorskiej zadanie przełamania tej pozycji otrzymali żołnierze 1 Armii Wojska Polskiego. W dniach 12 i 19 lutego 1945 Będlino atakowali bez powodzenia żołnierze polscy z 6 Pułku Piechoty dowodzony przez płk. Ignacego Goranina. Ostatecznie wieś zdobył 2 marca 1945 2 batalion 16 Pułku Piechoty. Atakiem dowodził płk. Stanisława Ziarkowskiego. 
W latach 1975–1998 miejscowość administracyjnie należała do województwa koszalińskiego. W roku 2011 wieś liczyła 197 mieszkańców.
We wsi znajdował się kiedyś przystanek kolejowy linii kolejowej nr 416. 